# Гептурка
Ге́птурка (в радянських документах так помилково називали річку Турія́) — річка в Україні, ліва притока річки Турія (басейн Синюхи). 

## Розташування
Протікає в межах села Лебедина. Витоки розташовані на північно-західній околиці села Лебедина. Тече спочатку на південний схід. Впадає до річки Турія в центрі села.

## Опис
Довжина річки 0,6 км, площа басейну 1 км². Долина ерозійного типу, завширшки до 0,5 км, у верхів'ї заболочена. 
Нині річка майже повністю замулена.

## Населені пункти (за течією)
- Лебедин

## Легенда
Про походження гідроніму Гептурка існує давня легенда. Згідно з нею, в давні часи річка була повноводою і через неї в Лебедині був перекинутий дерев'яний місток (подібний зберігався в селі до 1950-х років). Одного разу під час бою з татарами на містку зійшлись козак з турком. Козак переміг ворога сильним ударом кулака, після чого добив, «гепнувши турком» об землю і скинувши в глибоку воду.